# I Sometimes Wish I Was Famous
I Sometimes Wish I Was Famous: A Swedish Tribute To Depeche Mode är en samlingsskiva från svenska Energy Rekords från 1991 för att minnas Depeche Modes första singel Dreaming of Me (1981), och som hyllning för att de inspirerat en ny svensk syntvåg. Åtminstone hälften av dessa band fick senare en viss framgång inom den framväxande svenska syntgenren, huvudsakligen Page, Cat Rapes Dog, Elegant Machinery, Pouppée Fabrikk, Dead Eyes Open (Automatic), Inside Treatment, Cultivated Bimbo, S.P.O.C.K, Scapa Flow (No Hotel), med ett spann från den poppigaste syntpoppen till den argaste hårdsynten.
Titeln syftar på Depeche Mode-sången I Sometimes Wish I Was Dead från deras första album Speak and Spell (1981).

## Låtförteckning
1. Page: Dreaming of Me
2. Cat Rapes Dog: Something To Do
3. Elegant Machinery: My Secret Garden
4. Pouppée Fabrikk: Photographic
5. Signal: Puppets
6. Dead Eyes Open (senare Automatic): Fly on the Windscreen
7. Inside Treatment: Blasphemous Rumours
8. Cultivated Bimbo: New Life
9. Scene Of Ritual: Stripped
10. S.P.O.C.K: Ice Machine
11. Sol Niger: New Dress
12. One Hit Wonder: Things You Said
13. Ater Koma: Sun and The Rainfall
14. No Hotel: To Have and To Hold
15. Big Fish: Never Let Me Down Again
16. Systema The Affliction: Shouldn't Have Done That